# La Plana (Santa)
La Plana és una plana del terme municipals de Conca de Dalt, al Pallars Jussà, dins de l'antic terme d'Hortoneda de la Conca i en territori del poble d'Hortoneda.
Està situada just a sota i al sud-oest de l'extrem meridional del Roc de Santa, a la dreta del barranc de Santa. És just al costat nord de l'extrem occidental de la Costa d'Escoll-de-veu, a l'extrem meridional del Solà de Santa.